# 司馬令姬
司马令姬（？—？），河内郡温县（今河南省温县）人，周静帝宇文阐皇后，荥阳郡公司马消难之女。

## 生平
579年二月年仅七岁的宇文阐即位，七月立司马令姬为皇后。580年，司马消难响应尉迟迥反对外戚杨坚而起兵，兵败，投靠南陈，九月，司马令姬废为庶人。次年，杨坚废静帝宇文阐，建立隋朝，不久又秘密殺害了宇文阐。司马令姬則改嫁司州刺史李丹为妻，直至唐朝贞观初年還健在。

## 延伸阅读
[在维基数据编辑]
 《周書/卷09》，出自令狐德棻《周書》
 《北史·卷014》，出自李延壽《北史》